# Козленко Петро Олексійович
Козле́нко Петро́ Олексі́йович (нар. 7 червня 1916, Богоявленськ — 15 березня 1989, Москва) — радянський військовий льотчик, учасник Другої світової війни. Герой Радянського Союзу (1946).

## Біографія
Народився 7 червня 1916 року в місті Богоявленську (нині в межах міста Миколаїв) в селянській родині. Українець.
Закінчив Ленінградський рибопромисловий технікум, працював техніком з видобутку риби Миколаївської облрибспілки.
До лав РСЧА призваний у 1938 році. У 1940 році закінчив Краснодарське військове авіаційне училище штурманів. Проходив військову службу в частинах бомбардувальної авіації ВПС СРСР.
Учасник німецько-радянської війни з червня 1941 року. Воював на бомбардувальниках СБ та Пе-2 на Центральному, Білоруському та 1-у Білоруському фронтах.
Всього за роки війни штурман авіаційної ескадрильї 24-го бомбардувального авіаційного полку 241-ї бомбардувальної авіаційної дивізії 3-го бомбардувального авіаційного корпусу 16-ї повітряної армії 1-го Білоруського фронту капітан П. О. Козленко здійснив 165 бойових вильотів на розвідку і бомбардування ворожих військ і комунікацій.
По закінченні війни продовжив військову службу. У 1949 році закінчив Краснодарську вищу офіцерську школу штурманів ВПС СРСР.
З 1960 року підполковник П. О. Козленко в запасі, з 1975 року полковник П. О. Козленко — у відставці.
Мешкав у Москві, де й помер 15 березня 1989 року. Похований на Бабушкинському цвинтарі.

## Нагороди
Указом Президії Верховної Ради СРСР від 15 травня 1946 року за мужність і героїзм, виявлені в боях капітанові Козленку Петру Олексійовичу присвоєне звання Героя Радянського Союзу з врученням ордена Леніна і медалі «Золота Зірка» (№ 7042).
Також нагороджений орденами Червоного Прапора, Вітчизняної війни 1-го та 2-го ступенів, Червоної Зірки, медалями.